# Procergs
A PROCERGS - Centro de Tecnologia da Informação e Comunicação do Estado do Rio Grande do Sul S.A é uma sociedade de economia mista, que iniciou suas atividades em 28 de Dezembro de 1972 como órgão executor da política de informática do Estado.
A gestão da empresa é exercida pelo Conselho de Administração e pela Diretoria Executiva constituída pelo diretor-presidente, diretor técnico, diretor de inovação e de relacionamento com clientes e diretor administrativo-financeiro.
Declarações Estratégicasː
- Negócio: Soluções em Tecnologia da Informação e Comunicação para a Administração Pública;
- Missão: Prover soluções em Tecnologia da Informação e Comunicação para aumentar a eficiência e transparência da gestão pública, dar agilidade aos processos e melhorar os serviços prestados ao cidadão;
- Valores: Sustentabilidade, Inovação, Valor reconhecido, Agilidade, Excelência, Proatividade;
- Visão: Ser referência e melhor opção em soluções de TIC para a Administração Pública.

Os atuais acionistas da empresa são o estado do Rio Grande do Sul, a Oi S.A., a CORSAN - Companhia Riograndense de Saneamento e o IPERGS - Instituto de Previdência do Estado do Rio Grande do Sul.